# مامودزو
مامودزو پایتخت مایوت است.
مایوت یک مجموعه‌سرزمین ماوراءبحار فرانسه در اقیانوس آرام است که در کانال موزامبیک میان شمال موزامبیک و شمال ماداگاسکار واقع شده‌است.
شهر مامودزو در جزیره گراند-تِر (ماهور) واقع شده‌است.
پایتخت پیشین مایوت، جاوجی بود ولی از سال ۱۹۷۷ مامودزو به عنوان پایتخت برگزیده شد.